# Henri Caffarel

## Biographie
Henri Caffarel, né le 30 juillet 1903 à Lyon, et mort à Beauvais (Oise) le 18 septembre 1996, est un prêtre catholique français, fondateur des Équipes Notre-Dame - dont l'origine remonte à 1939 - et de la revue L'Anneau d'Or. Il a fait ses études secondaires à l'école mariste de Lyon.
Il commence ses études à la faculté de droit, qu'il doit abandonner pour des raisons de santé. Après ses années de formation, il est ordonné prêtre à Paris par le cardinal Baudrillart le 19 avril 1930. Prêtre dans le diocèse de Paris, il a concentré son activité sur la formation spirituelle des jeunes laïcs, au sein de la Jeunesse ouvrière catholique, puis au secrétariat de l'Action catholique pour les médias : radio et cinéma. Dans les années précédant la Seconde Guerre mondiale, 1936-1939, son activité est centrée sur l'organisation de retraites spirituelles, notamment pour les jeunes étudiants.
Le 25 février 1939 a lieu la première rencontre des Équipes Notre-Dame (END), un mouvement ecclésial de l'Église catholique, fondé par lui et aujourd'hui présent dans plus de 90 pays sur les cinq continents. Son but est d'aider et de guider les couples chrétiens. En 1992, elle a été reconnue par le Conseil pontifical pour les laïcs comme une association internationale de fidèles de droit pontifical.
En 1947, le père Caffarel promulgue la Charte fondatrice des Équipes. En 1973, il laisse leur direction à un groupe de six couples et un aumônier, et se retire dans la maison de Troussures, qu'il transforme en maison de prière. Là, depuis 1966, le père Caffarel avait déjà organisé des semaines de prière et développé les grandes lignes de ces semaines.
En 1945, il a fondé, entre autres, la revue L'anneau d'Or sur la spiritualité conjugale et familiale, qui a eu un grand impact et a été largement diffusée dans les milieux catholiques, surtout en France, jusqu'à sa disparition en 1967. En 1956, préoccupé par la préparation au mariage, il crée le Centre de préparation au mariage (CPM), d'abord lié aux Équipes Notre-Dame, jusqu'à devenir un mouvement indépendant. En 1957, il lance une petite revue "Cahiers sur L’oraison", qui, avec les cours par correspondance, occupera son activité pendant de nombreuses années jusqu'en 1989.

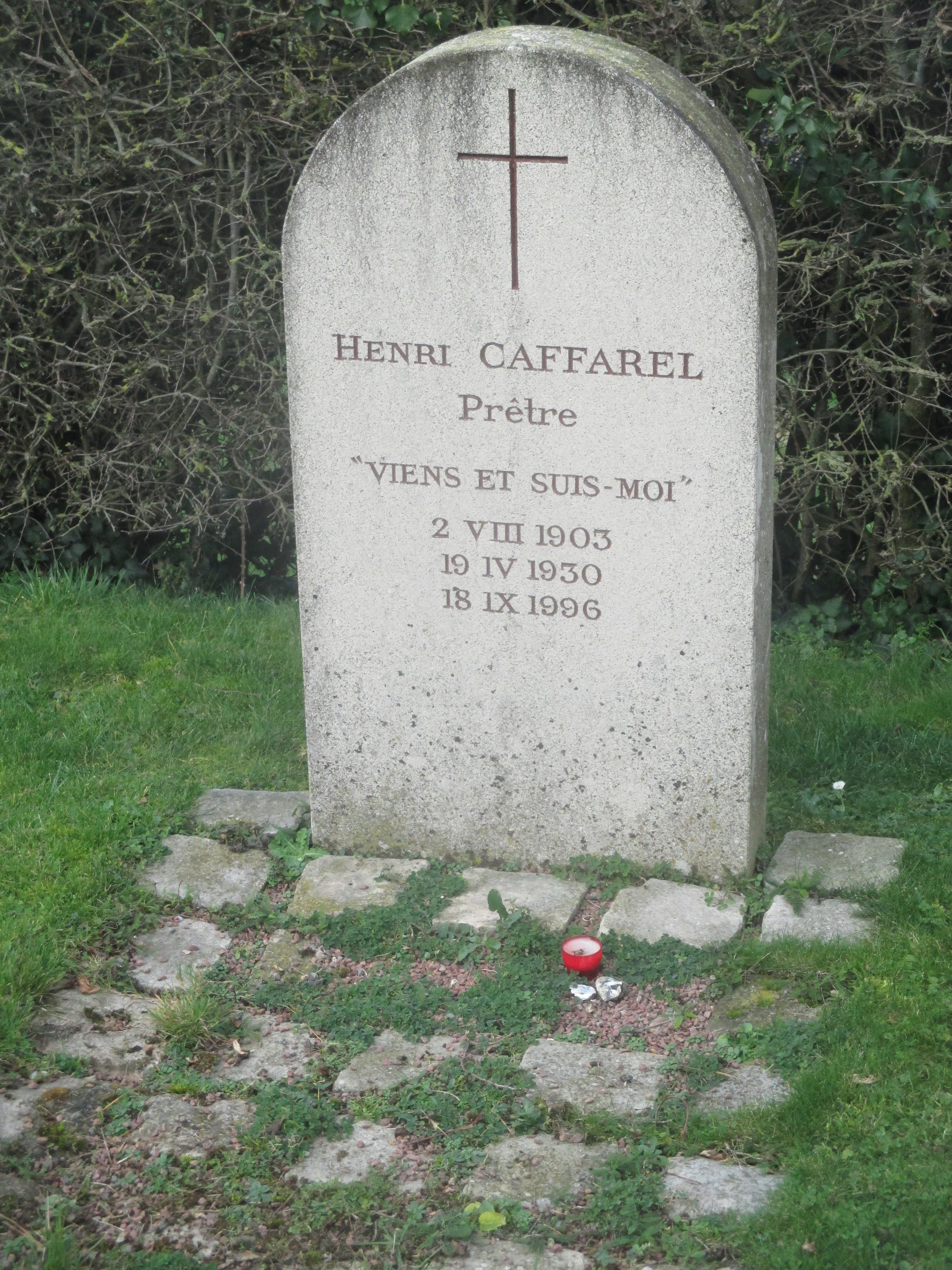
Tombe d'Henri Caffarel au cimetière de Troussures.

La cause de béatification du père Caffarel a été ouverte le 25 avril 2006 par le cardinal André Vingt-Trois, archevêque de Paris, à la demande des Équipes Notre-Dame, avec l'accord de l'évêque de Beauvais, du son diocèse et de la Congrégation pour la cause des saints, sur la base de la certitude que le père Caffarel était un serviteur de Dieu. Sa sainteté était celle d'un prophète du XXe siècle, comme l'a défini, lors de ses funérailles en l'église de la Madeleine, l'archevêque de Paris, le cardinal Lustiger. La cause a maintenant dépassé le stade diocésain.

## Ouvrages
En français
- Grandeurs de l'amour, Éditions du Feu nouveau, 1948, 20 p., (OCLC 459023074)
- L'Homme de Dieu, 1955, (OCLC 83944170)
- Tout l'Évangile dans toute la vie..., 32 p., (OCLC 460527438)
- Allocutions de Sa Sainteté Pie XII aux nouveaux époux, P. Lethielleux, 1947, 218 p., (OCLC 459484414)
- Cahiers sur l'oraison, 1957, 23 p., (OCLC 459023062)
- Chemin de la croix des foyers, 1960, 30 p., (OCLC 459649002)
- Notre monde moderne attend un supplément d'âme, 1960, 32 p., (OCLC 459649009)
- La Prière, joie et force des enfants de Dieu, 1961, 32 p., (OCLC 807808159)
- Lettres sur la prière, 1961, 203 p., (OCLC 32719549)
- Mariage et concile, 1962, 165 p., (OCLC 23606111)
- Le mariage, 1963, 160 p., (OCLC 23606065)
- « Prends chez toi Marie, ton épouse. », 1965, 144 p., (OCLC 23606060)
- Note sur la régulation des naissances, 1965, 12 p., (OCLC 65579454)
- Le mariage, ombres et lumières, 1966, 31 p., (OCLC 77135204)
- Marie, notre mère, 1966, 32 p., (OCLC 807808126)
- Propos sur l'amour et la grâce, 1966, 302 p., (OCLC 489939507)
- Les Femmes mariées, 1967, 181 p., UVA:X000996669
- Présence à Dieu, 1969, 364 p., (LCCN 70540310)
- La pensée de Paul VI sur : sexualité, mariage, amour, 1970, 31 p., (OCLC 421001692)
- Les Équipes Notre-Dame face à l'athéisme, 1970, 27 p., (OCLC 54091136)
- Le Corps et la prière, 1971, 30 p., (OCLC 50561476)
- Faut-il parler d'un pentecôtisme catholique ?, 1973, 91 p., (LCCN 75521317)
- La Prière, 1974, 79 p., (LCCN 76453374)
- Le renouveau charismatique interpelle, 1976, 143 p., (OCLC 301751611)
- Le Devoir de s'asseoir, 1977, 71 p., (OCLC 465358166)
- Bienheureuse Trinité, 1980, 18 p., (OCLC 461647628)
- L'Amour plus fort que la mort, 1981, (OCLC 22757699)
- Camille C. ou l'Emprise de Dieu, 1982, 381 p.  (ISBN 9782850170089)
- La Portrait spirituel de Camille C, 1987, 124 p.  (ISBN 9782850170119)
- Cinq soirées sur la prière intérieure, 1988, 203 p.  (ISBN 9782850170133)
- Les Équipes Notre-Dame, 1988, 215 p.  (ISBN 9782902751143)
- Les noces de Cana, 1995  (ISBN 9782902751259)
  1. « La mère de Jésus était là »
  2. « Ils n'ont plus de vin »
  3. « Tout ce qu'il vous dira, faites-le »
- Aux carrefours de l'amour, Parole et Silence, 2001, 154 p.  (ISBN 9782845730908)
- Textes choisis, 2003, 84 p.  (ISBN 9782902751501)
- L'oraison, jalons sur la route, Parole et Silence, 2006, 111 p.  (ISBN 9782845733954)
- Nouvelles lettres sur la prière, Parole et Silence, 2006, 147 p.  (ISBN 9782845735293)
- Père Caffarel, prophète du mariage, 2009, 75 p.  (ISBN 9782902751761)
- Le mariage, aventure de sainteté, 2013, 396 p.  (ISBN 9782889181735)
- Préface de : Saint Jean vous parle, textes choisis et commentés (quatrième Évangile, Épîtres, Apocalypse)., 1948, 176 p., (OCLC 458459924)

En anglais
- Love and Grace in Marriage, 1960, 178 p., (LCCN 60015440)
- The Body at Prayer, 1978, 38 p.  (ISBN 9780281036158)
- Being Present to God, Alba House, 1983, 202 p.  (ISBN 9780818904622)

En portugais
- Encruzilhadas Do Amor, Nas, 136 p.  (ISBN 9789728835484)
- Recebe Maria como tua esposa, 224 p.  (ISBN 9788536901688)
- Espiritualidade conjugal, 2009, 224 p.  (ISBN 9789728835637)

En catalan
- L'anell d'or, 1967, 441 p., (OCLC 431222412)

En allemand
- Saal der tausend Türen (Présence à Dieu, dt., Ausz.) Briefe über d. Gebet, 1979, 135 p.  (ISBN 9783265102146)
- An Scheidewegen der Liebe (Aux carrefours de l'amour, dt.) Briefe über d. christl, 1981, (OCLC 163963835)
- Nimm Maria, deine Frau, zu dir, 1991, 229 p., (OCLC 253942198)
- Weil Du Gott bist, 2000, 111 p.  (ISBN 9783894113643)

En italien
- L'uomo di Dio, 1959, 242 p., (OCLC 80823835)
- Lettere sulla preghiera, 1963, 239 p., (OCLC 799302474)
- Pensieri sull'amore e la grazia, 1963, 350 p., (OCLC 801125266)
- L'amore più forte della morte, 1966, 446 p., (OCLC 800211376)
- Il cammino spirituale di Camilla. L'azione dello spirito nella quotidianità, 1988, 288 p.  (ISBN 9788810506660)
- La preghiera interiore, 1989, 120 p.  (ISBN 9788876102462)
- Presenza a Dio. 100 lettere sulla preghiera, 2008, 276 p.  (ISBN 9788887117608)
- Nuove lettere sulla preghiera, 2009, 132 p.  (ISBN 9788825021424)

En polonais
- Pochwycona przez Boga, 1988, 215 p.  (ISBN 9788385008835)
- W obliczu Boga, 1996, 271 p.  (ISBN 9788321115870)
- V prisutstvii Boga, 1992, 293 p., (OCLC 716217683)
- 5 wieczorów o modlitwie wewnętrznej, 1996, 147 p.  (ISBN 9788370331818)
- Na rozdrożach miłości, 2003, 160 p.  (ISBN 9788389167484)
- Nowe listy o modlitwie, 2008, 137 p.  (ISBN 9788370336530)
- Indføring i kristen meditation, 1986, 140 p.  (ISBN 9788785213389)
- Szkoła modlitwy, 2011, 174 p.  (ISBN 9788375350647)
- Sto listow o modlitwie, 2012, 480 p.  (ISBN 9788375023633)

En japonais
- 内なる祈りー念祷, 1995, 126 p.  (ISBN 9784789604390)

En espagnol
- La Oracion: Guias en el Camino Antologia, Editorial San Pablo  (ISBN 9789587153804)
- Sobre el amor y la gracia, 1964, 347 p., (OCLC 431327866)
- El matrimonio, ese gran sacramento, 1965, 261 p., (OCLC 431327836)
- Matrimonio; nuevas perspectivas, 1965, 410 p., (OCLC 317339712)
- El matrimonio, 1967, 32 p., (OCLC 431327839)
- El matrimonio, camino hacia Dios, 1967, 149 p., (OCLC 431327831)
- La oración, alegría y fuerza de los hijos de Dios, 1967, 32 p., (OCLC 431327847)
- La oración es noticia, 1977, 23 p., (OCLC 839086217)
- La oración interior y sus técnicas, 1980, 190 p.  (ISBN 9788428511568)
- No temas recibir a María, tu esposa, Ediciones Rialp, 1993, 256 p.  (ISBN 9788432130106)
- El Padre Caffarel, profeta del matrimonio, 2007, 80 p., (OCLC 733866709)